# Fatima Bhutto
Fatima Bhutto, en urdu: فاطمہ بھُٹّو; (Kabul, 29 de mayo de 1982) es una escritora pakistaní, es hija de Murtaza Bhutto, sobrina de la ex primera ministra Benazir Bhutto y nieta del ex primer ministro y presidente paquistaní Zulfiqar Ali Bhutto. Es crítica de su tía Benazir Bhutto y su esposo Asif Ali Zardari, a quien acusó de estar involucrado en el asesinato de su padre.
Bhutto se crio en Siria y Karachi y recibió su licenciatura de Barnard College seguida de una maestría de SOAS. Su libro de no ficción, Songs Of Blood And Sword (2010), trata sobre su familia. Bhutto ha escrito para The News y The Guardian, entre otras publicaciones.

## Biografía
Bhutto nació el 29 de mayo de 1982 de Murtaza Bhutto y una madre afgana, Fauzia Fasihudin Bhutto, hija del exfuncionario de relaciones exteriores de Afganistán en Kabul. Su padre estuvo exiliado durante el régimen militar del general Zia-ul-Haq. Sus padres se divorciaron cuando ella tenía tres años y su padre la llevó con él, de un país a otro y ella creció efectivamente como apátrida. Su padre conoció a Ghinwa Bhutto, una profesora de ballet libanesa en 1989 durante su exilio en Siria y se casaron. Bhutto considera a Ghinwa como su verdadera madre. Su medio hermano Zulfikar Ali Bhutto Jr. es un artista que vive en San Francisco.
Bhutto es la nieta de Zulfiqar Ali Bhutto y Nusrat Bhutto, un kurdo iraní, sobrina de Benazir Bhutto y su esposo Asif Ali Zardari, y Shahnawaz Bhutto. Su padre fue asesinado por la policía en 1996 en Karachi durante el mandato de su hermana, Benazir Bhutto. Su madre biológica, Fauzia Fasihudin, intentó sin éxito obtener la custodia de los padres de Bhutto. Vive con su madrastra en Old Clifton, Karachi.
Bhutto recibió su educación secundaria en la Karachi American School, un BA grado con honores, con especialización en Oriente Medio y las lenguas y las culturas asiáticas de Barnard College, una facultad de artes liberales para mujeres afiliada de la Universidad de Columbia, en Nueva York, EE. UU. En 2004 recibió su maestría en Estudios del Sur de Asia de la SOAS, Universidad de Londres en 2005, allí escribió su disertación sobre el movimiento de resistencia en Pakistán.

## Trayectoria

### Publicaciones y política

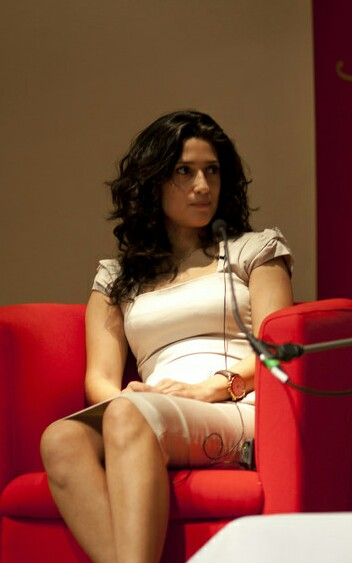
Bhutto promocionando su libro Songs of Blood and Sword en Londres en 2013

En 1998, a la edad de 15 años, Bhutto publicó su primer libro titulado Whispers of The Desert. Su segundo libro a las 8.50 am del 8 de octubre de 2005 marca el momento del terremoto de Cachemira de 2005; registra los datos de los afectados.
Las memorias familiares de Bhutto, Songs of Blood and Sword, se publicaron en 2010. En el libro, Bhutto acusa a su tía Benazir y a su esposo Asif Zardari de matar a su padre Murtaza. El libro se mezcló con críticas negativas de los críticos por estar sesgado en la historia de su familia. Varios familiares la han acusado de falsificar información.
En noviembre de 2013, se publicó su primera novela de ficción The Shadow Of The Crescent Moon. El libro figuraba en la lista de 2014 para el Premio de ficción femenino de Baileys. En 2015, se lanzó el cuento de Bhutto titulado Democracy, un libro electrónico, bajo Penguin Books.
En 2019 se publicó su segunda novela, The Runaways. El libro explora el viaje de tres jóvenes musulmanes hacia la radicalización. La novela recibió elogios de la crítica por su tema. En octubre del mismo año se publicó New Kings of the World: Dispatches from Bollywood, Dizi y K-Pop. Tash Aw en el Financial Times lo describió como una "introducción intrigante y nítida a los diversos fenómenos del pop que emergen de Asia".
Tras el asesinato de su tía, Benazir Bhutto, se especuló sobre su entrada en la política. En una entrevista, ha declarado que por ahora prefiere permanecer activa a través de su activismo y escritura, en lugar de a través de cargos electos y que tiene que "descartar una carrera política por completo debido al efecto de las dinastías en Pakistán", refiriéndose a la dinastía de la familia Bhutto y sus vínculos con la política paquistaní. Aunque Bhutto es políticamente activa, no está afiliada a ningún partido político.

## Vida personal
Sobre su fe religiosa, Bhutto dijo en una entrevista que es una musulmana cultural y se describe a sí misma como secularista. Bhutto ha defendido el Islam en muchas ocasiones y ha apoyado el derecho de las mujeres musulmanas a elegir su vestimenta.